# باري كرين
باري كرين (بالإنجليزية: Barry Crane)‏ هو لاعب الجسر ‏ ومنتج تلفزيوني ومخرج أمريكي، ولد في 10 نوفمبر 1927 في ديترويت في الولايات المتحدة، وتوفي في 5 يوليو 1985 في لوس أنجلوس في الولايات المتحدة.

## وصلات خارجية
- باري كرين على موقع IMDb (الإنجليزية)
- باري كرين على موقع قاعدة بيانات الفيلم (الإنجليزية)